# Мендоса, Марко
Марко Мендо́са (исп. Marco Mendoza; 3 мая 1963, Сан-Диего, Калифорния) — американский рок-музыкант, бас-гитарист.

## Личное
Мендоса провёл юношеские годы, живя с бабушкой в Тихуане, Мексика. Сейчас он живёт в Хантингтон-Бич, Калифорния, и имеет пятерых детей: Марко Рентериа, который является бас-гитаристом, Аарон, Ева, Вера и Макс. Он женился на своей нынешней жене Лии 2 декабря 2001 года.
Мендоса — известный сторонник права на ношение оружия. Он любит охоту, рыбалку и вообще быть на свежем воздухе. Мендоса любит охотиться с другом, музыкантом Тедом Ньюджентом.
В 2022 году присоединился в качестве басиста и вокалиста к новому составу группы «Парк Горького» Стаса Намина.
В 2025 году вошёл в состав совместной группы Стива Вая и Джо Сатриани SatchVai для участия в Европейском гастрольном туре.

## Дискография
- 1990 Ward One: Along the Way (Bill Ward)
- 1993 Nothin' but Trouble (Blue Murder)
- 1994 Screaming Blue Murder (Blue Murder)
- 1995 Real World (Tin Drum)
- 1995 Out of My Tree (John Sykes)
- 1995 Seeing For The Very First Time (Barbara Weathers)
- 1996 Feels Good (Michael Ruff)
- 1996 Smashing! (Right Said Fred)
- 1996 Kissing Rain (Roch Voisine)
- 1997 Loveland (John Sykes)
- 1997 Sugar Cane (Rafael Aragon)
- 1997 20th Century (John Sykes)
- 1998 Date with the Devil’s Daughter (Robert Williams)
- 1998 7 Deadly Zens (Tommy Shaw)
- 1998 Live in L.A. (Mendoza Heredia Neto)
- 2000 One Night Only (Thin Lizzy)
- 2000 Into the Light (David Coverdale)
- 2000 Nuclear Cowboy (John Sykes)
- 2001 Full Bluntal Nugity (Ted Nugent)
- 2002 Craveman (Ted Nugent)
- 2004 Mythology (Derek Sherinian)
- 2004 Bad Boy Live! (John Sykes)
- 2005 World Play (Soul SirkUS)
- 2006 Live… In the Still of the Night (Whitesnake)
- 2007 Are You Listening? (Dolores O'Riordan)
- 2009 Play My Game (Tim "Ripper" Owens)
- 2009 No Baggage (Dolores O’Riordan)
- 2009 Smoke and Mirrors (Lynch Mob)

Трибьют-альбомы
- 1999 Little Guitars: A Tribute to Van Halen
- 2000 Metallic Assault: A Tribute to Metallica
- 2001 Stone Cold Queen: A Tribute
- 2002 Pigs and Pyramids: An All Star Lineup Performing the Songs of Pink Floyd
- 2002 One Way Street: A Tribute to Aerosmith

Сольные альбомы
- Live For Tomorrow (2007)
- Casa Mendoza (2010)
- Viva La Rock (2018)